# Madame Sul-Te-Wan
Madame Sul-Te-Wan (* 7. März 1873 in Louisville, Kentucky; † 1. Februar 1959 in Woodland Hills, Los Angeles, Kalifornien; eigentlich Nellie Crawford) war eine US-amerikanische Film- und Theaterschauspielerin. Ihre Karriere erstreckte sich über 70 Jahre. Mit Madame Sul-Te-Wan erhielt zum ersten Mal ein Angehöriger der afro-amerikanischen Bevölkerung der USA einen  Studiovertrag. 1986 wurde Madame Sul-Te-Wan posthum in die Black Filmmakers Hall of Fame aufgenommen.

## Leben
Madame Sul-Te-Wan war die Tochter ehemaliger Sklaven und begann sich schon als Kind für die Schauspielerei zu interessieren. Mit 15 schloss sie sich der Theatergruppe Three Black Cloaks an. Später gründete sie ihre eigene Truppe und tourte jahrelang im Vaudeville. Mit ihrem Umzug nach Hollywood nahm sie den Künstlernamen Madame Sul-Te-Wan an. Mindestens seit 1913 war sie als Filmschauspielerin tätig. Madame Sul-Te-Wan spielte unter anderem in Die Geburt einer Nation und in Intoleranz von D. W. Griffith. Sie hatte sich persönlich an den Regisseur, der ebenfalls aus Kentucky stammte, gewandt und um Arbeit gebeten. Die beiden blieben danach befreundet und Madame Sul-Te-Wan wachte als einzige Person bis zuletzt an seinem Sterbebett.
Während ihrer langen Karriere waren die Filmauftritte von Madame Sul-Te-Wan aufgrund ihrer afro-amerikanischen Herkunft meist auf die Darstellung von Hausangestellten, Köchinnen oder Dienstmädchen beschränkt. In vielen Fällen erhielt sie auch keine Nennung im Abspann. Eine der wenigen Ausnahmen bildete ihr Auftritt in Maid of Salem, der 1937 die Hexenprozesse von Salem schilderte. Madame Sul-Te-Wan übernahm eine wichtige Nebenrolle und wurde von der Kritik ausdrücklich für ihre Darstellung gelobt.
Zu Ehren ihres 80. Geburtstages wurde 1953 im Hollywood Playground Auditorium ein Bankett gegeben, bei dem ihre Karriere und ihre Verdienste gewürdigt wurden. Zu den 200 Gästen zählten Louise Beavers, Rex Ingram, Mae Marsh, Eugene Pallette und die Bühnenschauspielerin Maude Eburne. 1954 war Madame Sul-Te-Wan in der Rolle der Großmutter der von Dorothy Dandridge gespielten Heldin in Otto Premingers Carmen Jones neben Harry Belafonte, Diahann Carroll und Pearl Bailey zu sehen.
Die Herkunft ihres ungewöhnlichen Künstlernamens blieb ungeklärt.

„Wir haben nie den Ursprung ihres Namens herausgefunden. Niemand war mutig genug, sie danach zu fragen.“

## Filmografie (Auswahl)
- 1915: Die Geburt einer Nation (The Birth of a Nation)
- 1916: Intoleranz (Intolerance)
- 1919: Old Wife for New
- 1920: Why Change Your Wife?
- 1927: Der Musterschüler (College)
- 1929: Queen Kelly
- 1930: Wiegenlied (Sarah and Son)
- 1933: King Kong und die weiße Frau (King Kong)
- 1934: Imitation of Life
- 1934: Schwarzer Mond (Black Moon)
- 1937: Maid of Salem
- 1938: Chicago (In Old Chicago)
- 1940: Safari
- 1941: Herr der Zombies – Insel der lebenden Toten (King of the Zombies)
- 1941: Sullivans Reisen (Sullivan’s Travels)
- 1943: Thank Your Lucky Stars
- 1954: Carmen Jones
- 1958: König der Freibeuter (The Buccaneer)